# Ustea, Koreț
Ustea (în ucraineană Устя) este localitatea de reședință a comunei Ustea din raionul Koreț, regiunea Rivne, Ucraina.

## Demografie
Componența lingvistică a localității Ustea
     Ucraineană (99,87%)
     Alte limbi (0,13%)
Conform recensământului din 2001, majoritatea populației localității Ustea era vorbitoare de ucraineană (99,87%), existând în minoritate și vorbitori de alte limbi.